# Wärmeleitfähigkeit
Die Wärmeleitfähigkeit, auch Wärmeleitzahl oder Wärmeleitkoeffizient, ist eine Stoffeigenschaft, die den Wärmestrom durch ein Material auf Grund der Wärmeleitung bestimmt. An der Wärmeleitfähigkeit lässt sich ablesen, wie gut ein Material Wärme leitet oder wie gut es sich zur Wärmedämmung eignet. Je niedriger der Wert der Wärmeleitfähigkeit, desto besser ist die Wärmedämmung. Die Wärmeleitfähigkeit hat im SI-System die Einheit Watt pro Meter und Kelvin.
Die Wärmeleitfähigkeit der meisten Materialien steigt mit steigender Temperatur leicht an. An einem Phasenübergang oder Aggregatzustandsübergang (z. B. fest ↔ flüssig ↔ gasförmig) ändert sich die Leitfähigkeit allerdings meist stark und sprungartig.
Aus der Wärmeleitfähigkeit kann durch Division mit der auf das Volumen bezogenen Wärmekapazität die Temperaturleitfähigkeit berechnet werden. Der Kehrwert der Wärmeleitfähigkeit ist der spezifische Wärmewiderstand.

## Definition
Unter Wärmeleitung versteht man den Transport von Wärme in einem Medium, ohne dass ein Stofftransport stattfindet. Im Gegensatz dazu wird bei der Konvektion der Wärmetransport durch ein strömendes Fluid vollzogen.
Zur Definition der Größe „Wärmeleitfähigkeit“ stelle man sich zwei Wärmereservoirs vor, die die Temperaturen {\displaystyle T_{1}} und {\displaystyle T_{2}} haben (es gelte {\displaystyle T_{1}>T_{2}}), und durch eine ebene Wand eines bestimmten Materials voneinander getrennt sind. Die Eigenschaften des Materials sind an jedem Ort in seinem Inneren gleich und haben keine Vorzugsrichtung; das Material ist also homogen und isotrop. Die Wand hat eine Dicke {\displaystyle l} und ist unendlich ausgedehnt. (In der Praxis genügt es, dass die Wand viel breiter und höher als dick ist.) Zwischen den beiden Reservoirs stellt sich ein konstanter Wärmestrom ein. Durch jedes beliebige Teilstück der Wand mit der Fläche {\displaystyle A} fließt dann der Wärmestrom {\displaystyle {\dot {Q}}}.
Unter den genannten Voraussetzungen ist der Temperaturgradient über die gesamte Dicke der Wand hinweg konstant. Der Wärmestrom ist dann proportional zu
- der Fläche {\displaystyle A}
- der Temperaturdifferenz {\displaystyle \Delta T=T_{1}-T_{2}}
- und umgekehrt proportional zur Wanddicke {\displaystyle l}

und hängt ansonsten nur von der Wärmeleitfähigkeit des Mediums (Wandmaterials) ab. Daraus ergibt sich die Definitionsgleichung für die Wärmeleitfähigkeit:
{\displaystyle \lambda ={\frac {{\dot {Q}}\cdot l}{A\cdot \Delta T}}}
Dieser Zusammenhang heißt auch Fouriersches Gesetz. Aus der Definition folgt sofort die Einheit der Wärmeleitfähigkeit:
{\displaystyle [\lambda ]={\frac {[{\dot {Q}}]\cdot [l]}{[A]\cdot [\Delta T]}}={\frac {\mathrm {W\cdot m} }{\mathrm {m^{2}\cdot K} }}=\mathrm {\frac {W}{m\cdot K}} }
Im allgemeinen Fall reicht es nicht aus, nur eine Dimension zu betrachten. Insbesondere ist der Temperaturverlauf nur in Ausnahmefällen linear. Die allgemeinere Formulierung lautet deshalb:
{\displaystyle {\dot {\mathbf {q} }}=-\lambda \cdot \mathrm {grad} \,T}
In dieser Gleichung ist {\displaystyle {\dot {\mathbf {q} }}} die (vektorielle) Wärmestromdichte. Das negative Vorzeichen rührt daher, dass Wärme stets entlang des Temperaturgefälles fließt, also entgegen dem Temperaturgradienten.

### Tensordarstellung
Im allgemeinen anisotropen Fall ist die Wärmeleitfähigkeit ein Tensor zweiter Stufe, wird also z. B. durch eine 3×3-Matrix beschrieben. So leiten z. B. Holz und Schiefer in Faserrichtung und ein Quarzkristall in Richtung der c-Achse die Wärme besser als quer dazu. Verläuft der Temperaturgradient schräg zu den Materialachsen, so weicht die Richtung des Wärmestromes von der des Gradienten ab.
BeispielTrockenes Kiefernholz mit einer Dichte von 0,45 g/cm³ hat parallel zur Faser eine Wärmeleitfähigkeit von 0,26 W/(m·K) und senkrecht dazu 0,11 W/(m·K). Wählt man als z-Achse die Faserrichtung und die x- und y-Achsen senkrecht dazu, so kann man den Tensor der Wärmeleitfähigkeit als diagonale 3×3-Matrix schreiben:
{\displaystyle \lambda ={\begin{pmatrix}0{,}11&0&0\\0&0{,}11&0\\0&0&0{,}26\end{pmatrix}}\,{\frac {\mathrm {W} }{\mathrm {m} \cdot \mathrm {K} }}}

## Mechanismen der Wärmeleitung
Wärmeenergie kann außer durch Wärmeleitung auch durch Wärmestrahlung und Konvektion übertragen werden.
Bei Stoffen mit hoher Wärmeleitung können diese Mechanismen in manchen Fällen vernachlässigt werden.
Im Vakuum gibt es keine Wärmeleitung und keine Konvektion, nur Wärmestrahlung. Verspiegelte Oberflächen mit Vakuum dazwischen sind deshalb die besten Isolatoren gegen Wärmeflüsse (Thermosflasche).
In Metallen transportieren die Leitungselektronen Wärme, siehe Wiedemann-Franzsches Gesetz. Daher haben Metalle mit hoher elektrischer Leitfähigkeit üblicherweise auch eine gute Wärmeleitfähigkeit. Als Beispiel seien Kupfer oder Silber genannt, die von allen reinen Metallen sowohl die besten elektrischen Leiter als auch die besten thermischen Leiter sind.
In Isolierstoffen bzw. Dielektrika sind die Elektronen nicht an der Wärmeleitung beteiligt, sondern nur die Gitterschwingungen (Phononen). Bestimmte kristalline Stoffe können wegen der Phononenresonanz in bestimmten Temperaturbereichen vergleichsweise sehr hohe Wärmeleitfähigkeit aufweisen. Beispiele sind bei Raumtemperatur Berylliumoxid (um 300 W·m−1·K−1, etwa wie Kupfer) oder Diamant (ca. 1000 W·m−1·K−1) oder bei −200 °C auch Saphir (mit 10000 W·m−1·K−1).

## Messung
Messgeräte zur Bestimmung der Wärmeleitfähigkeit messen die dem Wärmestrom entsprechende elektrische Leistung eines Heizelements, es geht dessen Fläche, die Dicke der Probe und die gemessene Temperaturdifferenz der beiden Grenzflächen der Probe ein.
Sogenannte Wärmeflusssensoren ermöglichen das Messen von Wärmeströmen aufgrund des Seebeck-Effekts. Anhand des Wärmestromes und der Temperaturdifferenz können zum Beispiel Baustoffe gemessen werden.
Bei beiden Messprinzipien wird die Wärmestrahlung und die Wärmekonvektion der in den Dämmstoff eingeschlossenen Gase mitbestimmt. Das Ergebnis ist daher die Summe der Wärmeströme der drei Wärmeübertragungsarten und nicht allein ein Wärmestrom aufgrund von Wärmeleitung.
Die Wärmeleitfähigkeit eines Stoffes kann über die Wärmeleitung oder über das fouriersche Gesetz bestimmt werden (3-Omega-Methode).

## Wärmeleitfähigkeit im Bauwesen
Im Bauwesen werden seit Einführung der Europäischen Bauprodukteverordnung 2013 drei verschiedene Größen parallel zur Kennzeichnung von Wärmedämmstoffen und zur Berechnung verwendet.
- {\displaystyle \lambda _{D}}, Nennwert der Wärmeleitfähigkeit gemäß CE-Kennzeichnung
- {\displaystyle \lambda _{B}}, Bemessungswert der Wärmeleitfähigkeit gemäß DIN 4108-4
- {\displaystyle \lambda _{\text{grenz}}}, Grenzwert der Wärmeleitfähigkeit gemäß allgemeiner Bauaufsichtlicher Zulassung (ABZ) eines Bauproduktes

Sie unterscheiden sich durch die Art der Ermittlung und Verwendung voneinander. Nur der Bemessungswert der Wärmeleitfähigkeit gemäß DIN 4108-4 kann direkt zum Nachweis bauphysikalischer Eigenschaften von Bauteilen verwendet werden, die anderen Wärmeleitfähigkeitswerte erfordern einen Sicherheitszuschlag.

### Normen
- DIN 4108-4 Wärmeschutz und Energie-Einsparung in Gebäuden – Teil 4: Wärme- und feuchteschutztechnische Bemessungswerte
- ÖNORM B 8110-7 Wärmeschutz im Hochbau – Teil 7: Tabellierte wärmeschutztechnische Bemessungswerte

## Beispielwerte
Die Werte der Wärmeleitfähigkeit verschiedener Stoffe können um viele Größenordnungen variieren. Hohe Werte sind beispielsweise gefragt für Kühlkörper, die Wärme gut ableiten sollen, Wärmedämmstoffe sollen hingegen geringe Werte aufweisen.
Die Wärmeleitfähigkeit {\displaystyle \lambda } ist eine Stoffkonstante bei einem definierten Umgebungsklima (Temperatur und Luftfeuchte) und wird deswegen teilweise mit einem Index versehen: {\displaystyle \lambda _{20/50}}, {\displaystyle \lambda _{23/80}} oder auch {\displaystyle \lambda _{\mathrm {dry} }}.
Die folgenden Zahlenwerte gelten, wenn nicht anders angegeben, für 0 °C. Eine höhere Wärmeleitfähigkeit bedeutet eine größere Wärmeübertragung pro Zeitspanne.
| Baustoffe                                                                  | Wärmeleit- fähigkeit λ in W/(m·K) |
| -------------------------------------------------------------------------- | --------------------------------- |
| Holz senkrecht zur Faser                                                   | 0,09…0,19                         |
| Bitumen                                                                    | 0,16                              |
| Gummi                                                                      | 0,16                              |
| Lehm, Lehmputz                                                             | 0,47…0,93                         |
| Ziegelmauerwerk (Vollziegel)                                               | 0,50…1,40                         |
| Kalksandstein (KS)                                                         | 0,56…1,30                         |
| Sand, trocken                                                              | 0,58                              |
| Kalkputz                                                                   | 0,70                              |
| Glas                                                                       | 0,76                              |
| Kalkzementputz                                                             | 1,0                               |
| Schamotte                                                                  | 0,8…1,1                           |
| Epoxidharzmörtel mit 85 % Quarzsand                                        | 1,2                               |
| Zementestrich                                                              | 1,4                               |
| Beton                                                                      | 2,1                               |
| Kalkstein                                                                  | 2,2                               |
| Sandstein                                                                  | 2,3; 2,1–3,9                      |
| Granit                                                                     | 2,8                               |
| Marmor                                                                     | 2,8                               |
| Stahl hochlegiert (austenitisch; z. B. X5CrNi18-10 = Werkstoff-Nr. 1.4301) | 15                                |
| Stahl niedriglegiert ferritisch (z. B. 42CrMo4)                            | 42                                |
| Stahl unlegiert                                                            | 48…58                             |

| Dämmstoffe                                       | Wärmeleit- fähigkeit λ in W/(m·K) |
| ------------------------------------------------ | --------------------------------- |
| Vakuumdämmplatte                                 | 0,004…0,006                       |
| Aerogel                                          | 0,017…0,021                       |
| Resol-Hartschaum                                 | 0,021                             |
| Polyurethan (PUR)                                | 0,021…0,035                       |
| Expandiertes Polystyrol mit Graphit (Graues EPS) | 0,030…0,035                       |
| Extrudiertes Polystyrol (XPS)                    | 0,032…0,040                       |
| Mineralwolle                                     | 0,032…0,050                       |
| Polyethylen-Schaumstoffe                         | 0,034…0,040                       |
| Wolle                                            | 0,035                             |
| Schafwolle                                       | 0,035…0,045                       |
| Kork                                             | 0,035…0,046                       |
| Expandiertes Polystyrol (EPS)                    | 0,035…0,050                       |
| Zellulose                                        | 0,037…0,045                       |
| Holzfaserdämmplatte                              | 0,039 …0,060                      |
| Jute                                             | 0,038                             |
| Strohballen                                      | 0,038…0,067                       |
| Hanfdämmmatten                                   | 0,042                             |
| Flachs                                           | 0,040                             |
| Schaumglas                                       | 0,040                             |
| Hanf                                             | 0,040…0,045                       |
| Seegras                                          | 0,040…0,049                       |
| Holzfaser                                        | 0,040…0,060                       |
| Perlit (Gestein)                                 | 0,040…0,070                       |
| Schilfrohrplatte                                 | 0,045…0,055                       |
| Stroh                                            | 0,042…0,072                       |
| Wärmedämmputze, z. B. mit Polystyrolschaumkugeln | 0,055…0,070                       |
| Hochlochziegel, porosiert                        | 0,070…0,450                       |
| Porenbeton (Gasbeton)                            | 0,080…0,250                       |
| Glasschaum-Granulat                              | 0,080                             |
| Holzwolle-Leichtbauplatte                        | 0,090                             |
| Blähton                                          | 0,100…0,160                       |
| Thermoputz mit mineralischen Leichtzuschlägen    | 0,110                             |

| Metalle                            | Wärmeleit- fähigkeit λ in W/(m·K) |
| ---------------------------------- | --------------------------------- |
| Quecksilber                        | 8,3                               |
| Bismut                             | 8,4                               |
| Edelstahl rostfrei                 | 15 … 25                           |
| Titan                              | 22                                |
| Blei                               | 35                                |
| Tantal                             | 54                                |
| Zinn                               | 67                                |
| Platin                             | 71                                |
| Chromstahl 1.400                   | 30                                |
| Eisen                              | 80,2                              |
| Nickel                             | 85                                |
| Natrium                            | 133                               |
| Magnesium                          | 170                               |
| Zink                               | 110                               |
| Messing                            | 120                               |
| Aluminiumlegierungen               | 75…235                            |
| Silizium                           | 163                               |
| Magnesium                          | 156                               |
| Beryllium                          | 201                               |
| Aluminium (99,5 %)                 | 236                               |
| Gold (rein)                        | 314                               |
| Kupferlegierungen (Sn, Zn, Ni, Pb) | 30…110                            |
| Kupfer (Handelsware)               | 240…380                           |
| Kupfer (rein)                      | 401                               |
| Silber                             | 429                               |

| Gase (Normbedingung)  | Wärmeleit- fähigkeit λ in W/(m·K) |
| --------------------- | --------------------------------- |
| Wasserstoff           | 0,186                             |
| Ammoniak bei 25 °C    | 0,024                             |
| Helium                | 0,1567                            |
| Argon                 | 0,0179                            |
| Krypton               | 0,00949                           |
| Xenon                 | 0,0055                            |
| Luft                  | 0,0262                            |
| Sauerstoff            | 0,0263                            |
| Stickstoff            | 0,0260                            |
| Wasserdampf           | 0,0248                            |
| Kohlenstoffdioxid     | 0,0168                            |
| Methan (20 °C, 1 bar) | 0,0341                            |
| Schwefelhexafluorid   | 0,012                             |

| Kunststoffe                             | Wärmeleit- fähigkeit λ in W/(m·K) |
| --------------------------------------- | --------------------------------- |
| Polyethylenterephthalat (PET)           | 0,24                              |
| Polyurethan kompakt (PUR)               | 0,245                             |
| Polyimide (PI)                          | 0,37…0,52                         |
| Polyetherimid (PEI)                     | 0,24                              |
| Polytetrafluorethylen (PTFE)            | 0,25                              |
| Polyvinylchlorid (PVC)                  | 0,17                              |
| Polyamide (Nylon, Perlon)               | 0,25…0,35                         |
| Polypropylen (PP)                       | 0,23                              |
| Polycarbonat                            | 0,20                              |
| Epoxidharz (EP)                         | 0,20                              |
| Polymethylmethacrylat (PMMA, Plexiglas) | 0,19                              |
| Polyethylen (PE)                        | 0,33…0,57                         |
| Polystyrol (PS)                         | 0,17                              |
| Polysiloxane (Silikon)                  | 0,2…0,3                           |
| Polyetheretherketon (PEEK)              | 0,25                              |

| Flüssigkeiten und sonstige Stoffe | Wärmeleit- fähigkeit λ in W/(m·K) |
| --------------------------------- | --------------------------------- |
| Öl                                | 0,13…0,15                         |
| Benzin                            | 0,140                             |
| Schnee (0,25 g/cm³)               | 0,16                              |
| Ethanol 95 % (20 °C)              | 0,17                              |
| Schwefel                          | 0,269                             |
| Ammoniak unter Druck              | 0,521                             |
| Schwefelsäure                     | 0,544                             |
| Wasser (0 °C)                     | 0,5562                            |
| Kreide                            | 0,92                              |
| Siliciumdioxid (Quarz)            | 1,2…12                            |
| Humus                             | 1,26                              |
| Eis (−10 °C)                      | 2,33                              |
| Wärmeleitpaste                    | 1..4                              |
| Aluminiumoxid                     | 28                                |
| Kohlenstoff (Graphit)             | 119…165                           |
| Silicium                          | 148                               |
| Aluminiumnitrid                   | 180                               |
| Berylliumoxid                     | 300                               |
| Siliciumcarbid                    | 350                               |
| Spinnenseide                      | längs bei 20 % Dehnung bis 416    |
| Diamant                           | 2300                              |
| Graphen                           | 5300                              |